# برنارد رادفورد
برنارد رادفورد (بالإنجليزية: Bernard Radford)‏ (23 يناير 1908 في المملكة المتحدة - 2 أكتوبر 1986 في المملكة المتحدة) هو لاعب كرة قدم بريطاني (وحمل سابقاً جنسية المملكة المتحدة لبريطانيا العظمى وأيرلندا) في مركز الهجوم. لعب مع شيفيلد يونايتد ونادي نورثامبتون تاون وWombwell F.C. ‏ وDarfield F.C. ‏ ونادي نيلسون وWath Athletic F.C. ‏.